# Courtney Thorne-Smith
Courtney Thorne-Smith (født 8. november 1967 i San Francisco, USA) er en amerikansk skuespillerinde, som er mest kendt for sine roller som Cheryl i According to Jim og som Lindsey McElroy i Two and a Half Men.